# Johnny Fontane
John "Johnny" Fontane (20 august 1918 - 6 septembrie 2008) este un personaj fictiv în romanul lui Mario Puzo, The Godfather precum și în seria de filme bazate pe carte. În adaptarea cinematografică din regia lui Francis Ford Coppola, a fost interpretat de Al Martino, rolul fiind refuzat de Vic Damone.